# 7,5 cm Pak 97/38
Pak 97/38 (нім. 7,5 cm Panzerjägerkanone 97/38) — німецька 75-мм протитанкова гармата, що використовувалася вермахтом та військами країн Осі за роки Другої світової війни. Гармата являла собою комбінацію ствола від французької 75-мм гармати Matériel de 75 modèle 1897, оснащеної швейцарським дуловим гальмом і встановленої на кареті німецької 50-мм протитанкової гармати Pak 38, здатної стріляти трофейними французькими та польськими боєприпасами.
Разом з невеликою вагою, хорошою рухливістю та відмінними протитанковими характеристиками протитанкових снарядів (достатньо для пробивання броні Т-34 у більшості випадків; бічна броня КВ також могла бути пробита), зробило гармату гідною протитанковою зброєю. Водночас, її головним недоліком була низька дульна швидкість.

## Історія
З перших днів німецько-радянської війни, зіткнувшись на Східному фронті з проблемою недостатньої ефективності власної протитанкової артилерії в боротьбі з сучасними радянськими середніми Т-34 та важкими танками типу КВ-1 і КВ-2, німці в терміновому порядку розпочали до розробки більш ефективних протитанкових гармат. Пріоритетом у проєктуванні стала розробка потужнішої протитанкової гармати Pak 40, яка лише у листопаді 1941 року почала надходити на озброєння сухопутних військ вермахту.
Зважаючи на брак протитанкових засобів, було прийнято рішення тимчасово до насичення військ новою протитанковою гарматою використовувати в якості таких гармат трофейні французькі de 75 modèle 1897. Тисячі таких артилерійських систем, а також значна кількість боєприпасів було захоплено вермахтом у Польщі і Франції, тільки французькі арсенали дали Німеччині близько 5,5 мільйонів снарядів.
Але в оригінальному вигляді гармати de 75 modèle 1897 розробки французької фірми Schneider ще 1897 року були малопридатні для боротьби з сучасними танками. Основні проблеми були пов'язані з тим, що гармата мала застарілий лафет без підресорювання, кут горизонтального наведення обмежувався у 6° і швидкість транспортування на зчепленні лише 10-12 км/год. Крім того, гармати мали відносно короткий ствол і низьку початкову швидкість, і, відповідно, недостатньо високу бронбійність каліберним снарядом.
У 1942 році на озброєння підрозділів вермахту було передано 2854 гармати, в 1943 році — ще 858 одиниць. Крім цього, в 1943 році надійшло 160 одиниць Pak 97/40. В подальшому через прийняття на озброєння нових потужних протитанкових гармат виробництва Pak 97/38 було зупинене. Для забезпечення снарядами було розгорнуто масове виробництво боєприпасів.
| Виробництво снарядів для Pak 97/38, тис. од. |       |        |       |         |
| тип снаряду                                  | 1942  | 1943   | 1944  | Загалом |
| кумулятивні                                  | 929,4 | 1388,0 | 264,5 | 2581,9  |

Влітку 1942 року Pak 97/38 були вперше застосовані в бойових умовах. Незважаючи на помірну ефективність та жорстоку віддачу, він залишався на озброєнні до кінця війни. Інтенсивність використання цих гармат можна проілюструвати з доповідей про використані боєприпаси: 37 800 кумулятивних снарядів HL.Gr. в 1942 році і 371 600 в 1943 році. За станом на 1 березня 1945 року вермахт мав 145 гармат Pak 97/38 і FK 231 (f), хоча лише 14 перебували в бойових підрозділах протитанкової артилерії на фронті.
Експериментально 10 стволів із щитами були встановлені на шасі радянського легкого танка Т-26, в результаті чого транспортні засоби отримали позначення 7,5 см Pak 97/38 (f) auz Pz.740 (r). Ці самохідні гармати служили в 3-й роті 563-го протитанкового дивізіону, перш ніж 1 березня 1944 року їх замінили на Marder III.
Цей тип протитанкових гармат також перебував на озброєнні країн Осі. У ході «Війни-продовження» фінська армія активно використовувала їх у боротьбі з бронетехнікою РСЧА. У 1940 році фіни придбали у Франції 75-мм польові гармати, але були розчаровані їхніми показниками, і в 1943 році вони досягли згоди з Німеччиною щодо їхньої модернізації до стандартів Pak 97/38. У березні — червні 1943 року було перероблено 46 одиниць. Сім гармат було втрачено в бою, решта залишилися на озброєнні після війни і були списані лише в 1986 році.
У жовтні 1942 року п'ять-шість гармат були поставлені піхотним дивізіям румунської 3-ї та 4-ї польових армій.
З 1942 року дев'ять дивізій італійської 8-ї армії мали у складі своїх артилерійських полків протитанкову батарею із шести гармат Pak 97/38. Італійське позначення було Каноне да 75/39.
До листопада 1942 року 2-га угорська армія мала на озброєнні 43 Pak 97/38.

### Боєприпаси
| Номенклатура боєприпасів                                 |                                              |                  |            |                       |                          |                                  |
| Тип                                                      | Позначення                                   | Вага снаряду, кг | Вага ВР, г | Вага заряду пороху, г | Початкова швидкість, м/с | Таблична дальність стрільби, м   |
| Каліберні бронебійні снаряди                             |                                              |                  |            |                       |                          |                                  |
| Бронебійний до трофейних польських та французьких гармат | 7,5 cm K.Gr.Pz.(p)                           | 6,80             | ?          | 805                   | 570                      | 300—1300 (1500 за іншими даними) |
| Кумулятивні снаряди                                      |                                              |                  |            |                       |                          |                                  |
| Кумулятивний                                             | 7,5 cm Gr.38/97 Hl/A(f)                      | 4,40             | ?          | 345 (340)             | ?                        | ?                                |
| Кумулятивний                                             | 7,5 cm Gr.38/97 Hl/B(f)                      | 4,57             | ?          | 340                   | 450                      | 400—1800 (1500)                  |
| Кумулятивний (з корпусом французького ОФ снаряду Mle.15) | 7,5 cm Gr.15/38 Hl/B(f)                      | 4,57             | ?          | 345 (340)             | ?                        | 400—1800                         |
| Кумулятивний з трасером (пізня версія)                   | 7,5 cm Gr.97/38 Hl/C(f)                      | ?                | ?          | ?                     | ?                        | ?                                |
| Осколочно-фугасні снаряди                                |                                              |                  |            |                       |                          |                                  |
| Осколково-фугасний трофейний зразка 1917 р. (Франція)    | 7,5 cm Sprgr.233/1(f) — frz 17               | 6,195            | ?          | 750                   | 575 (577)                | 10 000                           |
| Осколково-фугасний трофейний зразка 1900 р. (Франція)    | 7,5 cm Sprgr.230/1(f) — frz 1900             | 5,445            | ?          | 600                   | 550 (545)                | 7600                             |
| —//—, заряд середній Charge M (mittl. Ladung)            | 7,5 cm Sprgr.230/1(f) — frz 1900 mittl. Ldg. | 5,445            | ?          | 304                   | 396                      | ?                                |
| —//—, заряд зменшений Charge Reduite (kleine Ladung)     | 7,5 cm Sprgr.230/1(f) — frz 1900 kleine Ldg. | 5,445            | ?          | 250                   | 344                      | ?                                |
| Осколково-фугасний трофейний зразка 1915 р. (Франція)    | 7,5 cm Sprgr.231/1(f) — frz 15               | 5,445            | ?          | 600                   | 550 (557)                | 7600                             |
| —//—, заряд середній Charge M (mittl. Ladung)            | 7,5 cm Sprgr.230/1(f) — frz 15 mittl. Ldg.   | 5,445            | ?          | 304                   | 396                      | ?                                |
| —//—, заряд зменшений Charge Reduite (kleine Ladung)     | 7,5 cm Sprgr.230/1(f) — frz 15 kleine Ldg.   | 5,445            | ?          | 250                   | 344                      | ?                                |
| Осколково-фугасний трофейний зразка 1918 р. (Франція)    | 7,5 cm Sprgr.236/1(f) — frz 18               | 6,595            | ?          | 695                   | 555                      | 10 000                           |

## Зброя схожа за ТТХ та часом застосування
- 76-мм протитанкова гармата QF 17-pounder
- 75-мм гармата 75/32 modello 37
- 76-мм протитанкова гармата Reșița Model 1943
- 57-мм протитанкова гармата зразка 1941 року (ЗІС-2)
- 76-мм дивізійна гармата зразка 1942 року (ЗІС-3)
- 75-мм протитанкова гармата Pak 40
- 76-мм протитанкова гармата M5
- 76-мм гармата M1897 на лафеті M2